# Шаланды, полные кефали
Шаланды, полные кефали,

В Одессу Костя приводил,

И все биндюжники вставали,

Когда в пивную он входил.

Синеет море за бульваром,

Каштан над городом цветёт,

И Константин берёт гитару

И тихим голосом поёт:

«Я вам не скажу за всю Одессу,

Вся Одесса очень велика,

Но и Молдаванка, и Пересыпь

Обожают Костю-моряка».
«Шала́нды, по́лные кефа́ли…» — известная советская песня, написанная композитором Никитой Богословским на слова Владимира Агатова для кинофильма Леонида Лукова «Два бойца» (1943), где её исполнил Марк Бернес, игравший бойца-одессита Аркадия Дзюбина.

## История
Съёмки фильма происходили в эвакуации, в Ташкенте.
В первоначальном варианте сценария фильма песен не было вовсе, но потом режиссёр Леонид Луков попросил Никиту Богословского написать песню для сцены в землянке. Так появилась в картине «Тёмная ночь». После этого Луков решил, что Аркадий Дзюбин должен спеть ещё одну песню, совершенно контрастную, и дал композитору задание: написать её «в стиле весёлых одесских уличных песен». Как вспоминал композитор:

Я по рождению ленинградец, никогда не соприкасался творчески с одесским песенным фольклором и просто не знал, с чего начать. И тогда в газетах было помещено объявление с просьбой ко всем лицам, знающим одесские песни, явиться на киностудию. На следующий день привалила огромная толпа коренных одесситов, патриотов своих песен. Пришли люди очень разнообразные — от почтенных докторов до типов, вызывавших удивление по поводу того, что они ещё на свободе. И все они два дня пели наперебой всевозможные типично одесские песни. А я потом, сплавив характерные обороты и интонации, написал «Шаланды», песню вполне самостоятельную, но принёсшую мне впоследствии массу неприятностей, так как люди, её бесконечно критиковавшие, никак не могли понять, что такой персонаж, как Аркадий Дзюбин, мог петь в данных условиях только такого типа песню, иначе образ его был бы неправдивым. Конечно, если бы я написал эту песню вне фильма, просто для эстрадного исполнения, я был бы вполне согласен с моими критиками. Но зато после «Двух бойцов» жизнерадостные и доброжелательные одесситы стали считать меня «своим».

«Одесский» текст песни написал киевлянин Агатов, взяв за основу собственное стихотворение, посвящённое социалистическому соревнованию рыболовецких бригад. По словам Михаила Пойзнера:
 «Ошибся» Агатов в «Шаландах» только в одном-двух моментах — наш Фонтан мог покрыться не черёмухой, а, скорее всего, акацией. И одессит Костя, скорее всего, курил не «Казбек», а всё-таки наше «Сальве». 
Интересно, что в фильме, и в песне в частности (как и в её грамзаписи 1943 года) Марк Бернес произносит название города как «Одэсса» (в поздних записях 1963 и 1967 годов — уже в соответствии с литературной нормой: «Одесса»).
После выхода фильма на экран песня, по свидетельству Н. Богословского, «имела ошеломляющий успех, но официально была в опале, не публиковалась и не рекомендовалась для официального исполнения, так как считалась блатной». «Нашлось немало партийных идеологов, чиновников, музыковедов, собратьев по музе Богословского и Агатова, яростно набросившихся на неё. Их бесило то, что образы какого-то одесского биндюжника и простой рыбачки Сони глубоко проникли в культурный быт фронтовиков и тружеников тыла… И когда Бернес записал на один диск „Тёмную ночь“ и „Шаланды“, то вышел он небольшим тиражом… И если повторно „Тёмная ночь“ появилась в грамзаписи через десять лет, то „Шаланды“ — только на единственном прижизненном диске-гиганте Бернеса в новой интерпретации в 1969 году». Вариант, записанный на Всесоюзном радио в 1963 году и лишь однажды фрагментом (один куплет и припев) прозвучавший в эфире (радиопередача «В нашем радиоклубе», октябрь 1963 года), в фонд принят не был; сохранившийся в домашнем архиве певца дубль впервые опубликован на CD «Неизвестный Бернес» в 2009 году.

## Исполнители песни
- Марк Бернес ( в кинофильме «Два бойца», 1943;  грамзапись, 1943; магнитозаписи 1963,  1967)
- Аркадий Северный
- Братья Жемчужные
- Иосиф Кобзон (исполнил эту песню один раз на творческом вечере композитора Никиты Богословского в середине 1980-х)
- Муслим Магомаев
- Александр Ширвиндт и Лариса Голубкина («Бенефис Ларисы Голубкиной», 1975)
- Леонид Агутин в новогоднем музыкальном телефильме «Старые песни о главном. Постскриптум»
- Дмитрий Хворостовский
- Константин Беляев
- Олег Газманов

## В культуре (память)
- Мелодия песни была использована в пародийном попурри — «синфонии», которую исполнял оркестр под управлением «представителя Союза композиторов», сыгранного героем фильма «Мы с вами где-то встречались» актёром Геннадием Максимовым (в роли которого снялся Аркадий Райкин).[значимость факта?]
- В канадском киноальманахе «Космос» (1996) главный герой — таксист-иммигрант (актёр Игорь Овадис периодически напевает по-русски первый куплет «Шаланды, полные кефали».[значимость факта?]
- 4 декабря 2007 года в одесском торговом центре «Новый Привоз» открылся фонтан, украшенный скульптурной композицией «Шаланды, полные кефали» (скульптор Илларион Стадник)[15].